# Masakuni Jamamoto
Masakuni Jamamoto (* 4. dubna 1958) je bývalý japonský fotbalista.

## Reprezentační kariéra
Masakuni Jamamoto odehrál 4 reprezentační utkání.

## Statistiky
| Japonsko | Japonsko | Japonsko |
| Roky     | Záp.     | Góly     |
| -------- | -------- | -------- |
| 1980     | 2        | 0        |
| 1981     | 2        | 0        |
| Celkem   | 4        | 0        |